# Isodictya kerguelenensis
Isodictya kerguelenensis är en svampdjursart som först beskrevs av Ridley och Arthur Dendy 1886.  Isodictya kerguelenensis ingår i släktet Isodictya och familjen Isodictyidae. Inga underarter finns listade i Catalogue of Life.